# Estación de ferrocarril de Chongqing
La estación de Chongqing (en chino tradicional, 重慶站; en chino simplificado, 重庆站; pinyin, Chóngqìng zhàn) es una estación de ferrocarril de la ciudad de Chongqing, en la República Popular de China. La estación es una de las paradas del ferrocarril de Chengyu, Xiangyu, Chuanqian y Chengyu.
Inaugurada en 1952, es la estación de tren más importante en Chongqing y maneja prácticamente todos los servicios de larga distancia al resto de China. Ubicado entre el área central de la ciudad y el río Yangtze, el terreno extremadamente empinado de Chongqing requiere la escalera mecánica más larga de Asia entre la estación y los distritos comerciales y las líneas 1 y 3 del metro de Chongqing.